# Ippolito I Bentivoglio
Ippolito Bentivoglio (Ferrara, ... – Modena, 29 novembre 1619) figlio di Cornelio Bentivoglio e di Leonarda d'Este. Marchese di Gualtieri dal 1585 al 1619.

## Biografia
Nato probabilmente a Ferrara, Ippolito visse alla corte degli Estensi. Da giovane servì nell’esercito di Filippo II d’Asburgo e accompagnò il duca d’Alba Fernando Álvarez de Toledo durante la Crisi di successione portoghese. In seguito, combatté, sotto il comando di Alessandro Farnese, la Guerra degli ottant’anni e partecipò all’assedio di Anversa, ottenendo il comando di una compagnia di picchieri e un posto nel consiglio di guerra.
Tornato a Ferrara, venne nominato comandante delle milizie estensi.
Succeduto al padre Cornelio come marchese di Gualtieri, Ippolito, per dimostrare la grandezza della propria casata, continuò l’opera del suo predecessore nel rinnovare Gualtieri secondo i gusti del tardo Manierismo e dei principi prospettici della città ideale.
Nel 1586, al termine dei lavori per la realizzazione della bonifica Bentivoglio iniziati da suo padre, portò a compimento il desiderio di Cornelio di edificare una nuova parrocchia in località Camponiero, che venne dedicata santa Vittoria, in onore di sua moglie Vittoria Cybo-Malaspina.
Il 27 ottobre 1597 morì il duca di Ferrara Alfonso II d'Este e papa Clemente VIII si oppose alla successione di Cesare d'Este, ritenendolo illegittimo. Ippolito si dichiarò pronto a guidare l'esercito estense contro il papa, ma Cesare d'Este, che era comunque succeduto al padre nei feudi imperiali di Modena e Reggio, preferì rinunciare a Ferrara e il 28 gennaio 1598 abbandonò la città. Ippolito lo seguì a Modena con tutta la sua famiglia.
Tra il 1594 e il 1608 fece erigere Palazzo Bentivoglio, su progetto dell’ingegnere e architetto Giovan Battista Aleotti detto l’Argenta.
Nel 1599 diede mandato  Giovan Battista Aleotti di progettare la facciata della cappella gentilizia voluta da suo padre, che fu realizzata l’anno successivo. Nel 1608 la fece erigere a collegiata, anche se il provvedimento divenne effettivo a partire dal 1613, dedicandola a Santa Maria della Neve. Successivamente la chiesa venne ricostruita, secondo le disposizioni della Controriforma, a pianta longitudinale.
Nel 1602 respinse un attacco della Repubblica Lucca, che cercò di occupare la Garfagnana.
Nel 1612 ottenne da papa Paolo V il permesso di fondare il Convento dell’Ordine Francescano Minore Osservante, anche noto con il nome degli Zoccolanti, anche se il trasferimento effettivo avvenne soltanto nel 1616, quando venne completata la prima ala del convento. Inoltre, egli fece trasferire la sede parrocchiale di sant’Andrea per trasformare il suo edificio nella chiesa del Convento.
Nel 1613 i lucchesi tentarono nuovamente di impadronirsi della Garfagnana, ma Ippolito li respinse nuovamente costringendoli a rinunciare alle loro pretese.
Morì a Modena il 29 novembre 1619 e gli successe il fratellastro Enzo.

## Matrimonio e figli
Sposò la nobile romana Vittoria Cybo-Malaspina (novembre 1555 – 12 marzo 1587), figlia del principe di Massa e marchese di Carrara Alberico I Cybo-Malaspina, da cui ebbe una figlia e quattro figli:
- Giulia (... - 24 febbraio 1629), sposò il 16 febbraio 1597 il marchese Cesare Pepoli[1];
- Giovanni, morto durante la Crisi di successione portoghese.
- Ferrante (… - 1619), morto a Graz poco prima del padre.
  - Sposò a Torino l’8 giugno 1602 Beatrice Matilde d'Este (1570 - 1609), figlia di Filippo I d'Este, marchese di San Martino, da cui ebbe una figlia e un figlio:
    - Matilda (14 febbraio 1604 - 5 aprile 1683), dama di compagnia alla corte di Francesco I d'Este, fondò a Sassuolo il Monastero delle Carmelitane scalze.
    - Francesco (5 novembre 1609 - 1619) morto prima del padre attorno ai dieci anni.

  - In seguito, sposò nel 1616[2] Eleonora Mattei (?-21 aprile 1622)[3], figlia del marchese di Giove Asdrubale Mattei, poi moglie di Ascanio Pio di Savoia, da cui ebbe quattro figlie femmine:
    - Isabella (c. 1616 - 11 maggio 1641[4]), nel 1639 sposò il nobile romano Paolo Sforza, marchese di Proceno.
    - Beatrice (c. 1617 - ante 1662), il 18 febbraio 1637[5] sposò Giacomo Boschetti, marchese di Montegibbio (1614-1667);
    - Vittoria (c. 1618 - 15 settembre 1654), sposò nel 1642 Guido Rangoni, marchese di Roccabianca (1625-16 giugno 1696)[6].
    - n.n. (postuma, 22 dicembre 1619[7] - ?)
- Alessandro, morto durante la Crisi di successione portoghese.
- Cornelio, morto durante la battaglia di Nieuwpoort.

## Ascendenza
|                                               |   |                      | Genitori                                          |  |  | Nonni |  |  | Bisnonni                                    |  |  | Trisnonni                                   |  |
|                                               |   |                      |                                                   |  |  |       |  |  | Annibale II Bentivoglio, signore di Bologna |  |  | Giovanni II Bentivoglio, signore di Bologna |  |
|                                               |   |                      |                                                   |  |  |       |  |  | Annibale II Bentivoglio, signore di Bologna |  |  | Giovanni II Bentivoglio, signore di Bologna |  |
|                                               |   | Ginevra Sforza       |                                                   |  |  |       |  |  | Annibale II Bentivoglio, signore di Bologna |  |  |                                             |  |
| Costanzo Bentivoglio                          |   |                      |                                                   |  |  |       |  |  | Annibale II Bentivoglio, signore di Bologna |  |  |                                             |  |
|                                               |   | Lucrezia d'Este      | Ercole I d'Este, duca di Ferrara, Modena e Reggio |  |  |       |  |  |                                             |  |  |                                             |  |
|                                               |   | Lucrezia d'Este      | Ercole I d'Este, duca di Ferrara, Modena e Reggio |  |  |       |  |  |                                             |  |  |                                             |  |
|                                               |   | Lucrezia d'Este      | Ludovica Condolmieri                              |  |  |       |  |  |                                             |  |  |                                             |  |
| Cornelio I Bentivoglio, marchese di Gualtieri |   | Lucrezia d'Este      |                                                   |  |  |       |  |  |                                             |  |  |                                             |  |
|                                               |   | Guido Rangoni, conte | Uguccione Rangoni, conte                          |  |  |       |  |  |                                             |  |  |                                             |  |
|                                               |   | Guido Rangoni, conte | Uguccione Rangoni, conte                          |  |  |       |  |  |                                             |  |  |                                             |  |
|                                               |   | Guido Rangoni, conte | Eleonora Torelli                                  |  |  |       |  |  |                                             |  |  |                                             |  |
| Costanza Elena Rangoni                        |   | Guido Rangoni, conte |                                                   |  |  |       |  |  |                                             |  |  |                                             |  |
|                                               |   | Laura Sanvitale      | Jacopo Antonio Sanvitale, conte di Fontanellato   |  |  |       |  |  |                                             |  |  |                                             |  |
|                                               |   | Laura Sanvitale      | Jacopo Antonio Sanvitale, conte di Fontanellato   |  |  |       |  |  |                                             |  |  |                                             |  |
|                                               |   | Laura Sanvitale      | Veronica da Correggio                             |  |  |       |  |  |                                             |  |  |                                             |  |
| Ippolito I Bentivoglio, marchese di Gualtieri |   | Laura Sanvitale      |                                                   |  |  |       |  |  |                                             |  |  |                                             |  |
|                                               | … | …                    |                                                   |  |  |       |  |  |                                             |  |  |                                             |  |
|                                               | … | …                    |                                                   |  |  |       |  |  |                                             |  |  |                                             |  |
|                                               | … | …                    |                                                   |  |  |       |  |  |                                             |  |  |                                             |  |
| …                                             | … |                      |                                                   |  |  |       |  |  |                                             |  |  |                                             |  |
|                                               |   | …                    | …                                                 |  |  |       |  |  |                                             |  |  |                                             |  |
|                                               |   | …                    | …                                                 |  |  |       |  |  |                                             |  |  |                                             |  |
|                                               |   | …                    | …                                                 |  |  |       |  |  |                                             |  |  |                                             |  |
| Leonarda d'Este                               |   | …                    |                                                   |  |  |       |  |  |                                             |  |  |                                             |  |
|                                               |   | …                    | …                                                 |  |  |       |  |  |                                             |  |  |                                             |  |
|                                               |   | …                    | …                                                 |  |  |       |  |  |                                             |  |  |                                             |  |
|                                               |   | …                    | …                                                 |  |  |       |  |  |                                             |  |  |                                             |  |
| …                                             |   | …                    |                                                   |  |  |       |  |  |                                             |  |  |                                             |  |
|                                               |   | …                    | …                                                 |  |  |       |  |  |                                             |  |  |                                             |  |
|                                               |   | …                    | …                                                 |  |  |       |  |  |                                             |  |  |                                             |  |
|                                               |   | …                    | …                                                 |  |  |       |  |  |                                             |  |  |                                             |  |
|                                               |   | …                    |                                                   |  |  |       |  |  |                                             |  |  |                                             |  |